# أخي الدب 2 (فلم)
الاخ الدب 2 (بالإنجليزية: Brother Bear) هو فيلم رسوم متحركة أُصدر في الولايات المتحدة سنة 2006. من بطولة خواكين فينيكس (أداء صوتي).

## طاقم التمثيل
- خواكين فينيكس
- مايكل كلارك دانكن
- بولي بيريت

## القصة
قصة الفيلم تكملة لجزء الأول (أخي الدب) و هي أن الدب (كيناي) يعيش بسعادة مع شقيقه الدب (كودا) , و لكن بسبب ذكريات الطفولة يجب على (كيناي ) أن يذهب في رحلة طويلة إلى (كروبيري) مع نيتا (صديقه) , نيتا يريد حرق تميمة أعطى كيناي لها في شلالات (هوكاني) , يتعين عليها أن تفعل ذلك مع كيناي لإرسال ما يصل إلى السندات الأرواح . في البداية، كيناي يرفض، ولكن يوافق في نهاية المطاف.

## وصلات خارجية
- مقالات تستعمل روابط فنية بلا صلة مع ويكي بيانات